# 三朝郵便局
三朝郵便局（みささゆうびんきょく）は、鳥取県東伯郡三朝町にある郵便局。民営化前の分類では集配特定郵便局であった。

## 概要
住所：〒682-0199 鳥取県東伯郡三朝町大瀬1203-1
三朝町内全域を担当する集配郵便局である。

## 沿革
- 1928年（昭和3年）4月11日 - 旭郵便局として開設。
- 1991年（平成3年）3月25日 - 三朝町本泉から同町大瀬に移転するとともに、三朝郵便局に改称。これに伴い、それまで同町内にあった三朝郵便局は、三朝温泉郵便局に改称するとともに、当局に集配業務を移管。
- 2006年（平成18年）10月16日 - 穴鴨郵便局から集配業務を移管。
- 2007年（平成19年）10月1日 - 民営化に伴い、併設された郵便事業倉吉支店三朝集配センターに一部業務を移管。
- 2012年（平成24年）10月1日 - 日本郵便株式会社の発足に伴い、郵便事業倉吉支店三朝集配センターを三朝郵便局に統合。

## 取扱内容
- 郵便、印紙、ゆうパック、内容証明
- 貯金、為替、振替、振込、国際送金、国債
- 生命保険、バイク自賠責保険
- ゆうちょ銀行ATM
- 三朝町内（〒682-01xx、682-03xx）の集配業務

## 周辺
- 三朝町役場
- 三朝町立西小学校
- 三朝町立三朝中学校

## アクセス
- 日ノ丸バス 三朝町役場前停留所、三朝西小学校前停留所下車
- 三朝町道（旧鳥取県道235号本泉大瀬線）沿い
- 駐車場あり：6台